# Andrea Kobetić
Andrea Kobetić (* 13. November 1985 in Zagreb, geborene Andrea Penezić) ist eine ehemalige kroatische Handballspielerin. Ihre Spielposition war Rückraum links.

## Karriere
Kobetić spielte anfangs bei RK Kustošija Zagreb. Ihre nächsten beiden Vereine waren ŽRK Lokomotiva Zagreb und ŽRK Podravka Vegeta, mit denen sie jeweils die kroatische Meisterschaft gewann. Anschließend wechselte Kobetić zum slowenischen Spitzenverein RK Krim Ljubljana, mit dem sie mehrfach die Meisterschaft sowie den slowenischen Pokal gewann. Im Sommer 2014 unterschrieb sie einen Vertrag beim mazedonischen Verein ŽRK Vardar SCBT. Mit Vardar gewann sie 2015, 2016, 2017 und 2018 die mazedonische Meisterschaft sowie 2015, 2016, 2017 und 2018 den mazedonischen Pokal. Im Sommer 2018 schloss sie sich dem ungarischen Verein Siófok KC an. Mit Siófok gewann sie 2019 den EHF-Pokal und erzielte mit 75 Treffern die meisten Tore im Wettbewerbs. Kobetić kündigte zwar ihr Karriereende zum Saisonende 2019/20 an, jedoch entschloss sie sich während der COVID-19-Pandemie ein weiteres Jahr zu spielen.
Für die Kroatische Frauen-Handballnationalmannschaft bestritt sie 141 Länderspiele. Bei der Handball-Europameisterschaft 2010 war sie die Torschützenkönigin der kroatischen Nationalmannschaft. Im Sommer 2012 nahm sie an den Olympischen Spielen in London teil. Nach der Europameisterschaft 2014 beendete sie ihre Länderspiellaufbahn.

## Ehrungen
- Beste Handballspielerin Kroatiens: 2008, 2009, 2010, 2011, 2012, 2013, 2014, 2017 und 2018[8]